# 甘慶林
甘慶林（1946年—），香港企業家，1993年加入長江實業（改組後成為長江和記實業有限公司），現時之主要職務是長江和記實業副董事總經理、長江基建集團董事總經理、長江生命科技總裁兼行政總監、及北京東方廣場有限公司董事長。他是主席李嘉誠的襟弟兼表妹夫，副主席李澤鉅及電訊盈科主席李澤楷的姨丈兼表姑丈。
 ，妻子為莊月明妹妹莊月清。
甘慶林在發展事業的同時，亦積極參與社會事務，近年最重要貢獻為倡議長江集團與澳洲政府以等額配對形式出資設立「長江澳洲毅進獎學金計畫」。獎學金計畫於2004年展開，為期十五年。期間，長江集團與澳洲政府將合共出資澳幣2,250萬元(港幣1億4千6百萬元)，為3,500至4,000名亞洲與澳洲的大學生提供學術及文化交流機會，而當中最少三分之二學額涉及中國內地或香港學府，並是倫敦大學學院之Energy Institute顧問團成員。

## 榮譽
- 遼寧省瀋陽市榮譽市民
- 廣東省江門市榮譽市民
- 广东省佛山市荣誉市民
- 廣東省南海市榮譽市民